# فنامیک اسید
فنامیک اسید (به انگلیسی: Fenamic acid) با فرمول شیمیایی C۱۳H۱۱NO۲ یک ترکیب شیمیایی با شناسه پاب‌کم ۴۳۸۶ است. که جرم مولی آن ۲۱۳٫۲۳ g/mol می‌باشد. 